# شاهقة مائية

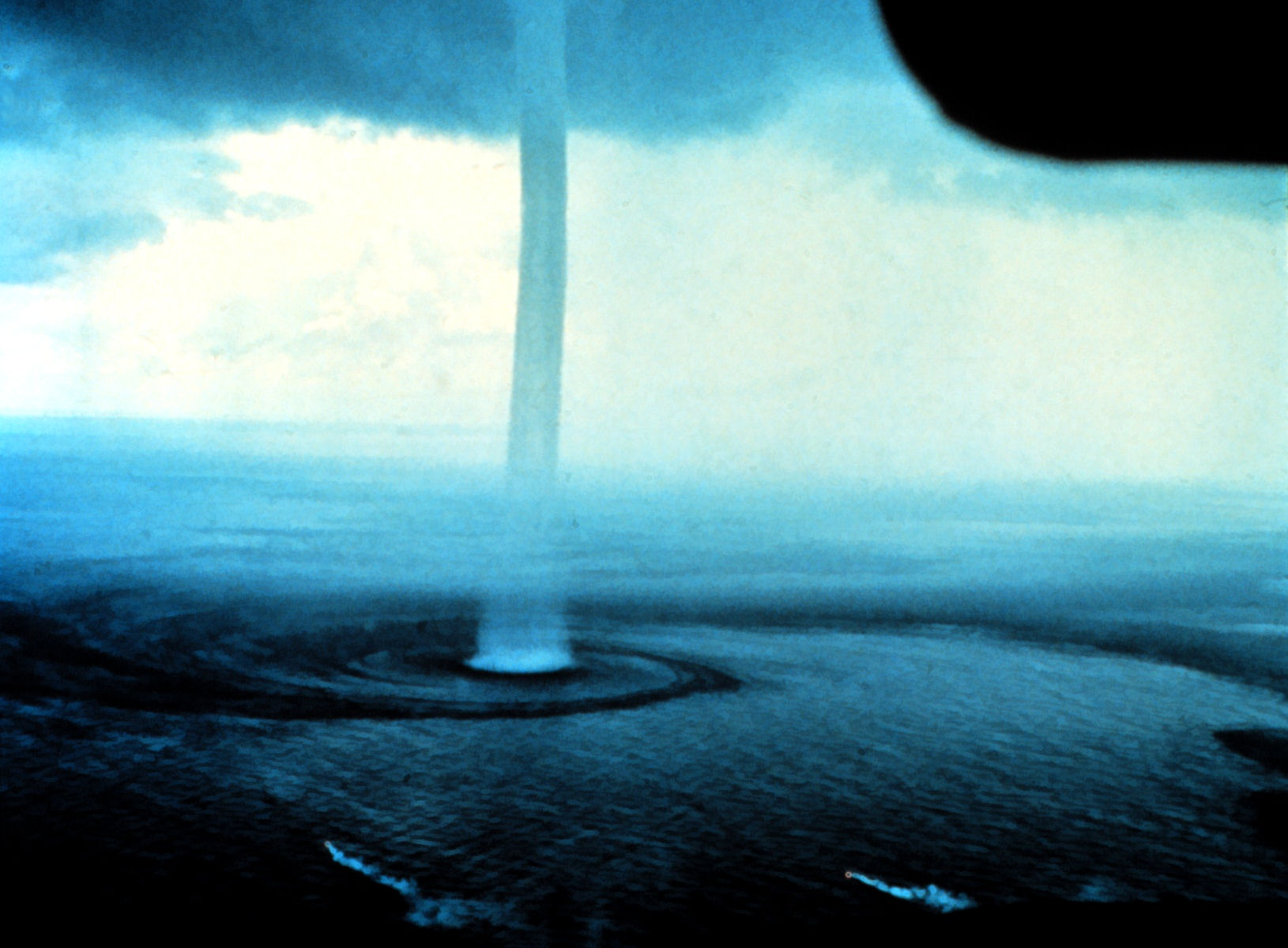
شاهقة مائية بالقرب من ولاية فلوريدا في أمريكا, وفي اسفل الصورة توجد قُنبُلتان دُخانِيَتان لاظهار الاتجاه والسرعة التقديرية للريح.

الشاهقة المائية أو بزباز الماء أو عمود الماء أو العَمود المائي هو عمود من الهواء مختلطة مع المياه بالتناوب على شكل كتلة سحابية عمودية دُوّاميّة فوق بحيرة أو محيط (تظهر عادة على شكل قمع قد يصل إلى السحاب).
تتكون هذه الظواهر الطبيعية غالباً عندما يمر الهواء البارد فوق المياه الدافئة. فيتكون عمود دوَّار من هواء وضباب مشبعين بالماء. ويعتبر عمود الماء أقل كثافة من الإعصار. وقد يتم سحب ماء البحيرة أو ماء البحر إلى أعلى، حتى قاعدة العمود الدوَّار. وتعتبر ظاهرة عمود الماء هي الأكثر شيوعا خلال فصل الصيف في المياه الدافئة شبه الاستوائية، وخاصة بالقرب من سلاسل الجزر مثل فلوريدا كيز. وتسبب بعض الأعمدة المائية رياحًا شديدة، قد تصيب السفن بالضرر، ولكن بعضها الآخر لايضرُّ.

## أشكال عمود الماء

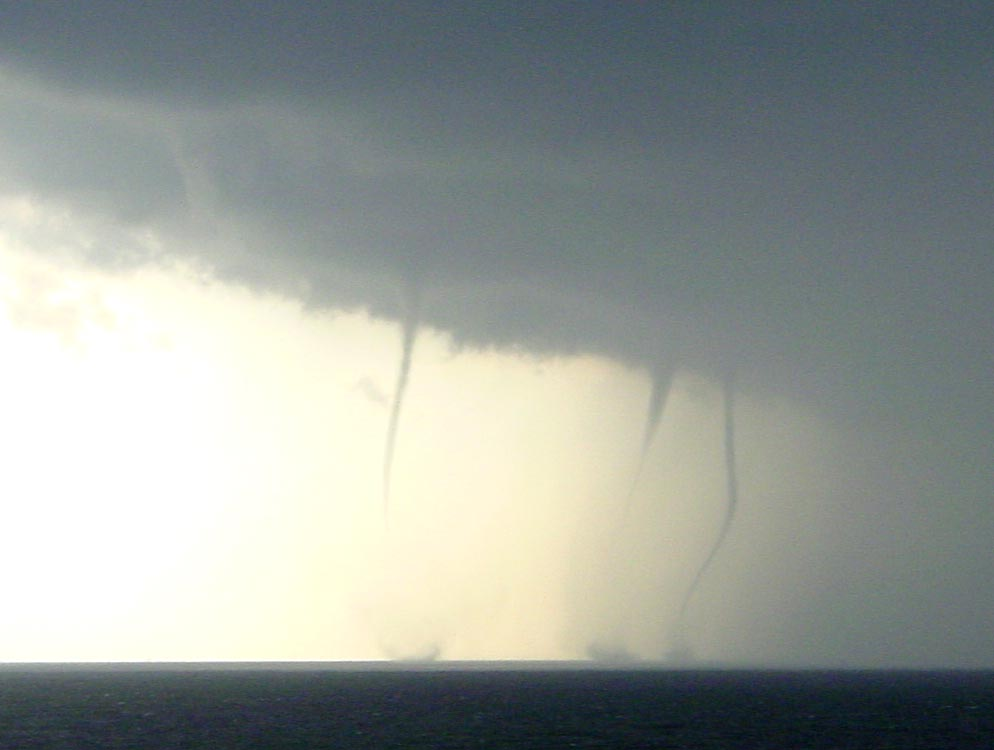
عمود الماء يتضح من أحد الشواطئ قرب لاهاي، في هولندا في 27 أغسطس 2006

تتشكل أشكال عمود الماء في عدة أشكال تعتمد على اختلاف الأحجام والمجموعات والسرعات واختلاف الفترات الزمنية، فمنها مايصل إلى السحب الركامية أو السحب المكفهرة أو سحب العواصف الرعدية، ومنها ماتتشكل في مجموعات اثنين أو أكثر من ذلك، ويستغرق فترة تصل إلى 20 دقيقة ويبلغ قطرها حوالي عشرين مترا, تسير عادة في سرعة من حوالي 15 حتي 25 كم / ساعة, وقد تتجاوز سرعة الرياح 95 كم / ساعة.

## أنواع عمود الماء

### عمود ماء الهواء البارد
يطلق على هذا النوع من عمود الماء "الهواء البارد"، وهو الأكثر شيوعا وتتشكل منه الأعاصير عندما يتحرك الهواء البارد فوق المياه الدافئة نسبيا، فيشكل طبقة من الهواء الدافئ فوق سطح الماء أقل كثافة من الهواء البارد القادم مما يؤدي إلى توازن غير مستقر يخضع لقوة الطفو التصاعدي.
تظهر الرياح في هذا النوع أبطأ من الأنواع الأخرى وتظهر عادة في فصل الربيع وفصل الخريف، عندما يكون التناقض بين الهواء والماء كبير مما يوفر البيئة المناسبة لظهور أعمدة الماء.

### عمود ماء الإعصار

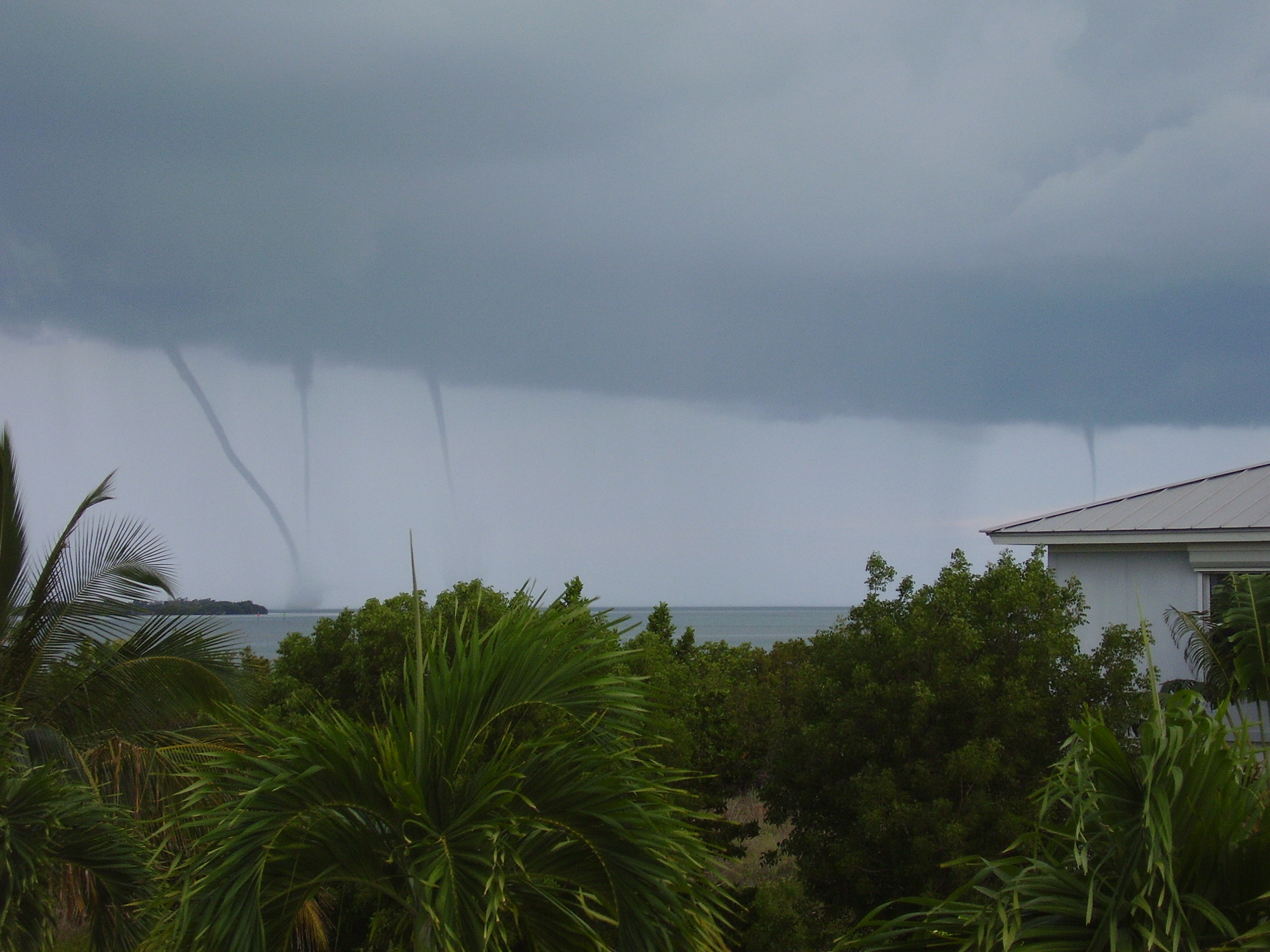
أربعة من أعمدة المياة تظهر في شواطئ فلوريدا كيز يوم 5 يونيو 2009.

هذا النوع من عمود الماء يشابه إلى حد ما الأعاصير التي تحدث العواصف الرعدية، حيث تتحرك الرياح في حركة تناوب عمودي مع تيار صاعد قوي في نوع سحابة, وكلما إزدادت الكثافة كلما شكل عمود الماء خطر كبير على الطيران والشحن الجوي والشحن البحري والناس في تلك المنطقة، حيث يتسبب الاحتكاك والاصطدام بأضرار اقتصادية كبيرة.
من حسن الحظ أن هذا النوع من عمود الماء يعتبر نادر جدا وذلك لصعوبة إيجاد الظروف اللازمة لعدم الاستقرار المطلوب لكي يتسبب في ظهور عمود ماء الإعصار, حيث يتطلب درجة عالية من الحرارة والرطوبة السطحية والهواء الجاف.

### شيطان الثلج

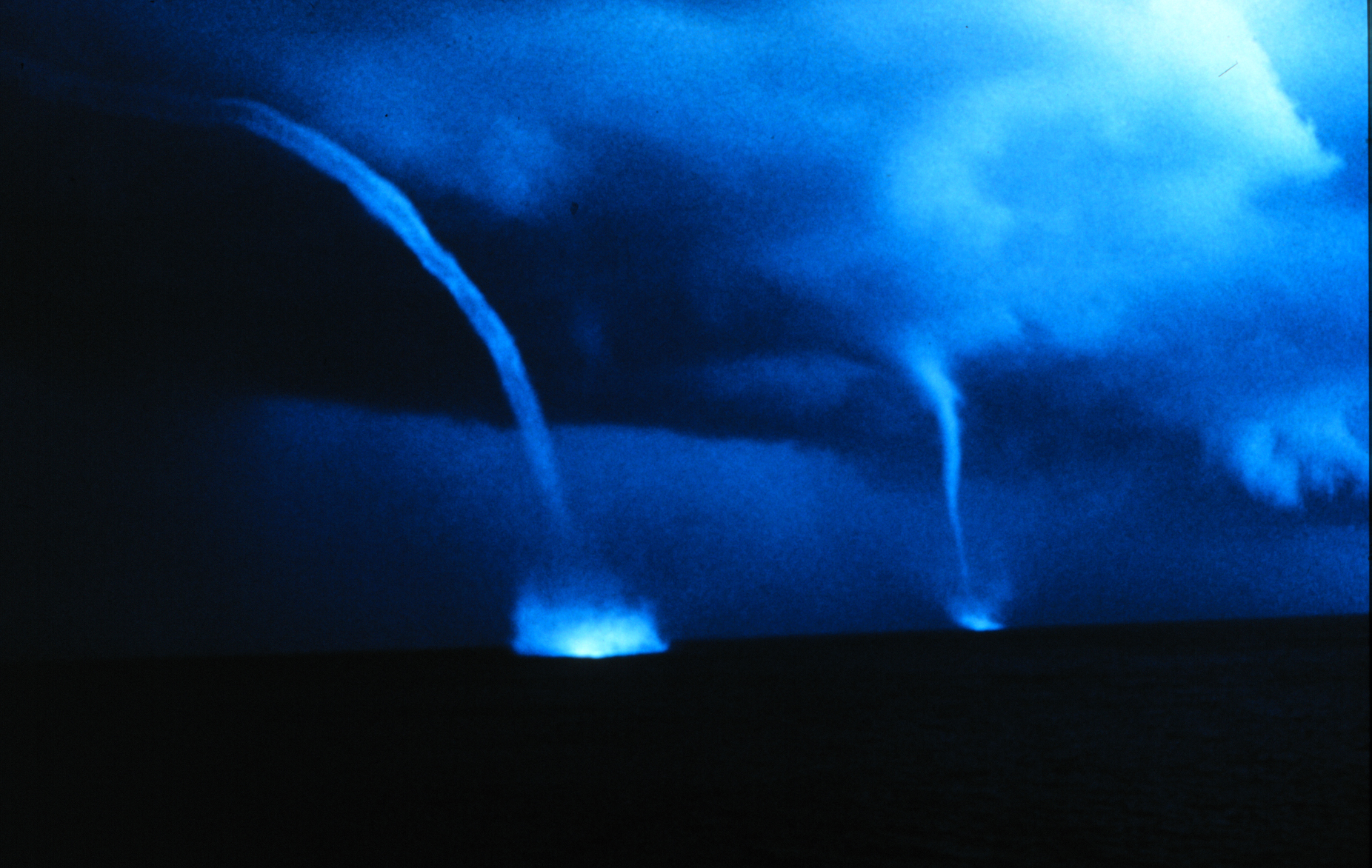
مجموعة من أعمدة المياة تظهر في قبالة جزر البهاما.

هو عبارة عن حالة خاصة من عمود الماء البارد تكون في فصل الشتاء، وتعرف باسم شيطان الثلج أو شيطان الجليد.
شيطان الثلج هو حالة نادرة للغاية من عمود الماء، ولا يعرف سوى القليل جدا عن هذه الظاهرة والمعروفة فقط ستة صور لهذا الحدث لا يوجد حتى الآن سوى أربع منها أخذت في أونتاريو في كندا.
يعود السبب في ندرة حدوث شيطان الثلج إيضاً إلى صعوبة إيجاد الظروف اللازمة لعدم الاستقرار المطلوب لكي يتسبب في ظهوره، حيث يتطلب الفرق في درجة الحرارة مايساوي 19 درجة مئوية بين الماء والهواء.

## دورة حياة عمود الماء
هناك خمس مراحل لدورة الحياة عمود الماء:
المرحلة الأولى تتمثل في البداية حيث تظهر عمود الماء على أشكال دائرية بارزة، ذات الألوان الفاتحة على سطح الماء، وتحيط بها مساحة أكبر من الظلام بشكل غير محدد.
المرحلة الثانية بعد تشكيل الأقراص الملونة في المرحلة الأولى على الماء، تظهر نمط من الدوامات على سطح الماء.
المرحلة الثالثة تتجمع مجموعة رذاذ البحر على شكل طوق ويظهر حولها بقعة مظلمة كشكل العين.
المرحلة الرابعة في هذه المرحلة يظهر عمود الماء ويصبح مرئيا كقمع من سطح الماء إلى سحابة في سماء المنطقة, ويمكن لدوامة الرذاذ أن تصل إلى ارتفاع عدة مئات من الأقدام أو أكثر، وغالبا ما يخلق أعقاب مرئية.
المرحلة الخامسة وهي المرحلة الأخيرة من حياة عمود الماء حيث تبدأ دوامة الرذاذ بالتفكك كما يتدفق الهواء الدافئ في الدوامة ويضعفها إلى أن تصل إلى حد النهاية وهناك تنتهي حياة عمود الماء.

## خطر وتهديدات عمود الماء
منذ فترة طويلة وعمود الماء يعد من الأخطار البحرية الخطيرة, حيث تشكل تهديدا للسفن والطائرات وطائرات الهليكوبتر والسباحين.
حيث سجلت عدة حوادث منها تحطم طائرة هليكوبتر تقل 18 راكبا يوم 28 فبراير 2002 نتيجة أرتطامها بعمود الماء 
ويوصي خبراء الطقس بالحفاظ على مسافة كبيرة من هذه الظواهر، وأن تكون دائما على أهبة الاستعداد من خلال الإطلاع على تقارير الطقس والنشرات الجوية.